# Gunparade March
Gunparade March (ガンパレード・マーチ, Ganparēdo Māchi) é um video game japonês que mais tarde foi adaptado para um mangá lançado 2001 e dois animes lançados em 2003 e 2005.

## Enredo
Ano : 1945
Um alienígine invade a Terra. A humanidade se junta para tentar expulsar o invasor, mas nem mesmo a mais poderosa arma já criada consegue afetá-los. Os invasores ficam conhecidos como Phantom Beasts, e a humanidade começa uma longa batalha pela sobrevivência.
Ano : 1999, 54 anos após o primeiro alienígena invadir a Terra.
Para reunir o maior número possível de pessoas prontas para o combate é criado o serviço militar voluntário para jovens de 16 anos. A história começa em uma escola preparatória para cadetes, na cidade de Kumamoto (Japão).
Atsushi Hayami é um estudante dessa escola. Meio lerdo e desligado, se esforça para melhorar, mas não consegue. Até que um dia chega uma nova aluna, Shibamura Mai, rica, filha do presidente da poderosa Shibamura Heavy Industries, que é super eficiente em todas as tarefas e leva o treinamento muito a sério.
Ela possui problemas de relacionamento com os outros, principalmente com Mibuya Mio, sua rival, e Hayami, que com sua chegada passa a se esforçar ainda mais no treinamento.
Em meio aos conflitos e os relacionamentos, os estudantes devem se unir e defender a Terra da ameaça alienígena.